# 街並みデザイナー
街並みデザイナー（まちなみデザイナー）とは、街並みをデザインするデザイナー。

## 概要
東京都が2003年に制定した「東京のしゃれた街並みづくり推進条例」の中に出てくる名称である。同条例の中で、都が指定した「街並み景観重点地区」地域内において、地域住民らが魅力ある街並み景観づくりを行うために必要なガイドラインを決めるにあたり、共同してガイドラインの案の作成に当たる者のことをいう。
デザイナーは登録申請された中から選定され、準備協議会に派遣される。